# معركة الفنيدق (1060)
معركة الفنيدق معركة وقعَت في 30 آب 1060، بين قوات الخلافة الفاطمية بقيادة ناصر الدولة بن حمدان، وقوات الزعيم المرداسي من بني كلاب، محمود بن نصر، الذي كان يهدف إلى الاستيلاء على حلب. كانت المعركة بمثابة هزيمة شاملة للفاطميين بعد أن تحول حلفاؤهم البدو إلى الجانب الآخر، مما أدى إلى أسر ابن حمدان ومعظم قادته. ونتيجة لهذه المعركة، استسلمت حلب لمحمود بن نصر، منهية بذلك الحكم الفاطمي المباشر على المدينة إلى الأبد.

## الخلفية

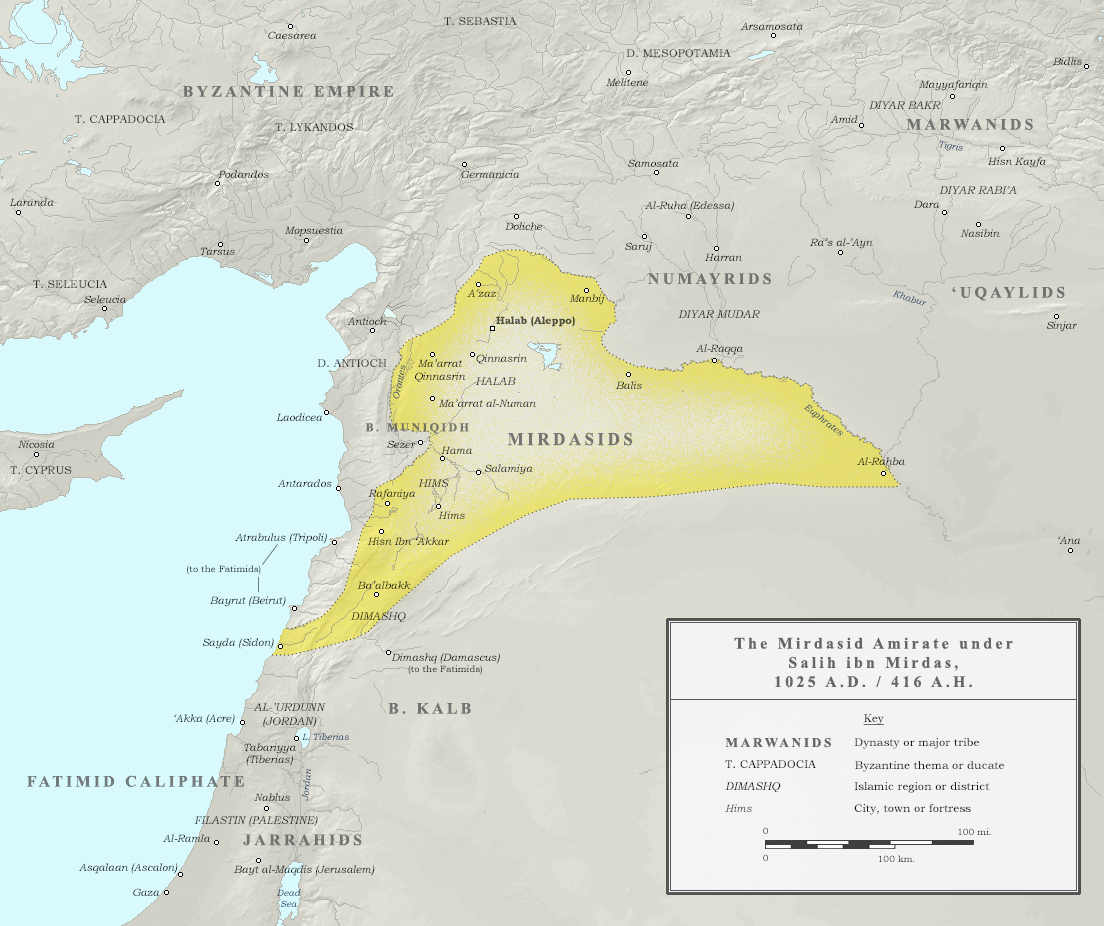
خريطة إمارة حلب المرداسية وضواحيها، ق. 1025

كانت إمارة حلب في شمال الشام هدفًا للخلافة الفاطمية منذ توسعها الأول في المنطقة في عهد الخليفة العزيز (حكم. 975–996 م). بعد سلسلة من المواجهات مع حكامها الحمدانيين والإمبراطورية البيزنطية، التي ادعت أيضًا أن المدينة تابعة لها، تم التوصل إلى سلام دائم في عام 1001 مع وضع تسوية مقبولة من الطرفين والتي تركت حلب كدولة عازلة تابعة لكل من الفاطميين والبيزنطيين. ولكن هذا لم يمنع الجانبين من محاولة تثبيت مرشحيهم في حلب في السنوات التالية، وقد تعقد الوضع أكثر بسبب محاولة حكام حلب استغلال القوتين ضد بعضهما البعض، والتأثير المتزايد لقبيلة بني كلاب البدوية بقيادة المرداسيين، الذين سعوا إلى تحقيق مصالحهم الخاصة. وهكذا أعقب فترة الحكم الفاطمي المباشر في الفترة من 1017 إلى 1024 حكم المرداسيون للمدينة، ولم ينقطع إلا في الفترة من 1038 إلى 1042، عندما كانت في أيدي القائد الأعلى الفاطمي في سوريا، أنشتكين الدزبري. وبعد هزيمة الهجمات الفاطمية ضده في عامي 1048 و1050، تولى الأمير معز الدولة ثمال (حكم 1042–1057، 1061–1062 م) نجح في الحصول على اعتراف من كل من القاهرة والقسطنطينية، ودفع الجزية لكليهما.
وبما أن حكمه أصبح محل نزاع متزايد بين زملائه من قبيلة الكلابي، وافق ثمال في كانون الثاني 1057 على تسليم حلب إلى الحاكم الفاطمي ابن ملهم، في مقابل مدن الموانئ جبيل وبيروت وعكا. كان لهزيمة محاولة البصاصيري التي رعاها الفاطميون للاستيلاء على بغداد وإنهاء الخلافة العباسية في كانون الثاني 1060، تداعيات في الشام، حيث تراجعت هيبة الفاطميين؛ فقد استولى شقيق ثمال، عطية، على مدينة الرحبة، التي سلمها له ثمال لتكون قاعدة عمليات الحملة، مع كل الكنوز ومخازن الأسلحة المحفوظة هناك. وفي الوقت نفسه قرر بنو كلاب دعم محمود، ابن أخ ثمال وابن الأمير السابق شبل الدولة نصر (حكم 1029–1038 م)، كمرشحهم لاستعادة السيطرة على حلب نفسها. شن محمود، برفقة ابن عمه، ماني بن مقلد، هجومًا على المدينة في يونيو 1060، ولكن بعد سبعة أيام من القتال غير المثمر، اضطر إلى التراجع. ولكن ابن ملهم وجد نفسه أمام مطالب الميليشيات الحضرية (الأحداث) بدفع مبالغ إضافية. وعندما رفض الحاكم الفاطمي، ثارت الأحداث في تموز وفتحت أبواب المدينة لمحمود، بينما لجأ ابن ملهم إلى قلعة حلب.

## المعركة
أرسل ابن ملهم على الفور إلى القاهرة طلبًا للمساعدة. وقد كُلف حاكم دمشق، ناصر الدولة أبو علي الحسين -ابن القائد الفاطمي الذي قاد الهجوم الفاشل في عام 1048 م - بقمع الثورة. انتقل إلى حمص، ثم بعلبك، ثم أفاميا. فتحركت قبائل كلاب وبني خفاجة للقائه أولًا، ولكن بشفاعة عطية تفرقوا وتراجعوا شمالًا إلى قنسرين. ومن أفاميا، دعا ناصر الدولة الكلاب، الذين كانوا نظريًّا لا يزالون حلفاء للفاطميين، للانضمام إليه. ويقال إنه انتزع أربعين قسمًا متتاليًا من الذين مثلوا أمامه، لضمان ولائهم، قبل أن ينتقل إلى حلب، ولكن في سرمين تخلى بنو كلاب عن الجيش الفاطمي وانتقلوا شرقًا، حيث تجمع بقية القبيلة.
في هذه الأثناء، غادر معظم الأحداث في حلب، في 7 آب/أغسطس، المدينة للانضمام إلى تجمع كلاب. واستعاد ابن ملهم المدينة السفلى، التي نهبها الجنود البربر. أُعدم حوالي أربعين من الأحداث الذين لم يغادروا وتم أسرهم، وعُرضَت جثثهم علنًا عند مفترق طرق المدينة. وكان نهب رجال ابن ملهم، الذين كانوا يعرفون المدينة جيدًا وبالتالي كانوا على دراية بالمكان الذي يجب أن يبحثوا فيه، شاملًا لدرجة أنه عندما وصل ناصر الدولة بعد بضعة أيام وأراد استكشاف المدينة بنفسه، قيل له إنها عديمة الفائدة. حاول إجبار الحلبيين على دفع مكافأة قدرها 50 ألف دينار ذهبي له مقابل طرد محمود، ولكن لم يحدث شيء من هذا قبل أن يغادر الجيش الفاطمي لمواجهة قوات محمود.
وبحسب المؤرخ الحلبي ابن العديم في القرن الثالث عشر، كان ناصر الدولة معه 15 ألف فارس، بما في ذلك ليس فقط القوات الفاطمية النظامية ولكن أيضًا حلفاء البدو من قبائل بني كلب وبني طيء، بينما كان لدى محمود 2000 رجل. والتقى الجيشان في مكان يسمى الفنيدق بتل سلطان، في 30 آب 1060م. تحولت المعركة إلى هزيمة نكراء للجيش الفاطمي، الذي كان يعاني من العطش، وتخلى عنه حلفاؤه البدو. تم أسر ناصر الدولة وعدد كبير من قادته مع معظم رجاله الذين لم يقتلوا مباشرة. تمكن عدد قليل من الجنود من الفرار، بعد خلع ملابسهم.

## العواقب
وفي اليوم التالي ظهر عطية الذي لم يشارك في المعركة في حلب وتلقى استسلام المدينة السفلى من ابن ملهم الذي انسحب مرة أخرى إلى القلعة. ولكن في نفس المساء ظهر محمود أمام المدينة مع رجاله. فر عطية، واستسلم ابن ملهم في التاسع من سبتمبر/أيلول، بعد أن فقد أي أمل في النجاة. وأرسل ابن محمود وثلاثة من أبناء زعماء الكلابي رهائن إلى أفاميا، وبعد ذلك خرج ابن ملهم من القلعة. وقد رافقه كلاب بسلام إلى أفاميا، قبل أن يعود إلى حلب مع الرهائن. كما أدى فقدان حلب إلى إبطال الاتفاق بين الفاطميين وثمال، حيث تولى الخليفة المستنصر (حكم 1036–1094 م) أبلغ الأخير. وقد أدى هذا إلى صراع داخلي آخر بين المرداسيين، حيث سعى ثمال إلى العودة إلى حلب ورفض محمود التنازل عن المدينة لعمه. ولكسب دعم الفاطميين، أطلق سراح ناصر الدولة والقادة الآخرين الذين تم أسرهم في الفنيدق. وفي نهاية المطاف، انتهى الصراع بوساطة وجهاء قبيلة الكلابي، فعاد ثمال إلى حلب، بينما عُوض محمود بالمال. وفي هذه الأثناء، كان عطية لا يزال مسيطرًا على رحبة، وأعلن نفسه مستقلًّا. أدى موت ثمال في عام 1062 إلى إعادة فتح صراع الخلافة، والذي لم ينته إلا في عام 1065، مع تقسيم فعلي لإمارة حلب بين محمود وعطية.
كانت الهزيمة في معركة الفنيدق بمثابة النهاية الحاسمة لطموحات الفاطميين في الحكم المباشر على حلب وشمال الشام. ومع ذلك فإن المدينة، التي كانت لا تزال ذات أغلبية شيعية، احتفظت بالولاء للخلفاء الفاطميين، الذين استمرت خطبة صلاة الجمعة باسمهم. استمر هذا حتى عام 1070، عندما أدّت تهديدات الدولة السلجوقية بالقتل إلى الاعتراف بالخليفة العباسي السني بدلًا من ذلك.

## طالع أيضًا
- معركة أعزاز (1030)